# Parangitia delectans
Parangitia delectans är en fjärilsart som beskrevs av Druce. Parangitia delectans ingår i släktet Parangitia och familjen nattflyn. Inga underarter finns listade i Catalogue of Life.